# Бобров, Анатолий Владимирович
Анатолий Владимирович Бобров (род. 7 августа 1951 года, Тюмень) — депутат Законодательного Собрания Владимирской области.

## Биография
Родился 7 августа 1951 года в городе Тюмени. Окончил Новосибирское высшее военно-политическое общевойсковое училище, затем Московскую Военно-политическую академию им. В.И. Ленина.   

## Награды
- Орден «За службу Родине в Вооружённых Силах СССР» III степени[1].